# Impulse (série de televisão)
Impulse é uma série de televisão de drama e ficção científica americana baseada no romance homônimo de 2013, de Steven Gould. O romance faz parte de uma série que segue o filme Jumper, de Gould. A série é uma sequência solta da adaptação cinematográfica de 2008 do livro.
A série estreou em 6 de junho de 2018, no YouTube Premium. É produzida por Lauren LeFranc, Doug Liman, David Bartis e Gene Klein. LeFranc também atuou como showrunner da série. 
Em julho de 2018, a série foi renovada para uma segunda temporada composta por dez episódios, que estreou em 16 de outubro de 2019. A série foi cancelada em março de 2020.

## Premissa
Impulse segue Henrietta "Henry" Coles, de 16 anos, que descobre que tem a habilidade de se teletransportar, mas não tem controle sobre seu destino. A primeira vez que ela percebe isso, ela está em um caminhão com o capitão e estrela do basquete de sua escola, Clay Boone, que tenta estuprá-la. Ela tem uma convulsão e se teletransporta, durante o qual ela inadvertidamente esmaga grande parte de seu caminhão quando sua capacidade de teletransporte se manifesta pela primeira vez, deixando-o paraplégico. A série então explora os sentimentos de medo de Henry em relação à agressão, e a descoberta de que esses sentimentos podem desencadear sua habilidade de teletransporte.

## Elenco e personagens

### Principal
- Maddie Hasson como Henrietta "Henry" Coles, uma adolescente que possui a habilidade de se teletransportar, embora não tenha controle sobre seu destino. Ela primeiro percebe que tem essa capacidade enquanto está sendo abusada sexualmente. Seus poderes são ativados por meio de angústias emocionais.
  - Carina Battrick interpreta Henry Coles mais nova, em um papel coadjuvante.
- Sarah Desjardins como Jenna Faith Hope, a futura meia-irmã e confidente de Henry. Inicialmente fria e distante de Henry, ela se torna mais próxima dela ao descobrir que foi abusada sexualmente. Ela logo começa a questionar sua sexualidade.
- Enuka Okuma como Anna Hulce, uma vice-xerife em Reston, investigando o incidente que deixou Clay Boone fisicamente incapacitado por suas pernas. Ela finalmente testemunha um homem se teletransportando bem diante de seus olhos e confronta Henry sobre isso.
- Craig Arnold como Lucas Boone, um mecânico local, traficante de drogas e o filho mais velho do traficante de carros e drogas, Bill Boone. Depois de passar um tempo com os Millers e aprender seus costumes religiosos, ele retorna a Reston e declara sua devoção inabalável e lealdade a Henry como penitência pelo que seu pai e irmão a fizeram passar.
- Tanner Stine como Clay Boone, uma estrela do time de basquete local e o filho mais novo de Bill Boone. Ele é colega de classe de Henry. Clay desenvolve um interesse por ela quando ela começa a frequentar a escola. Enquanto a beija em sua caminhonete, ele tenta estuprá-la. O ataque faz com que a habilidade latente de teletransporte de Henry seja ativada, resultando em uma convulsão e teletransporte para longe por autopreservação. A distorção espacial resultante da fuga de Henry esmaga grande parte da caminhonete de Clay e o deixa sem o uso das pernas. (1ª temporada principal, 2ª temporada visitante)
- Keegan-Michael Key como Michael Pearce,[a] um cientista em um detector de ondas gravitacionais. (1ª temporada)
- Missi Pyle como Cleo Coles, a mãe de Henry. Ela está morando com Thomas Hope.
- Daniel Maslany como Townes Linderman, um aluno autista da Reston High School que se torna amigo íntimo de Henry. (1ª temporada recorrente, 2ª temporada principal)
- Callum Keith Rennie como Nikolai (1ª temporada recorrente, 2ª temporada principal), um mestre teletransportador responsável pelo sequestro do pai de Henrietta, Simon, dez anos atrás. Ele eventualmente orienta Henry sobre como desenvolver e dominar suas habilidades cada vez mais poderosas.

### Recorrente
- Matt Gordon como Thomas Hope
- David James Elliott como Bill Boone
- Callum Keith Rennie como Nikolai
- Daniel Maslany como Townes Linderman
- Genevieve Kang como Patty Yang
- Gabriel Darku como Zach Jaymes
- Aidan Devine como Xerife Dale
- Shawn Doyle como Jeremiah Miller
- Tara Rosling como Esther Miller
- Gordon Harper como Amos Miller
- Dylan Trowbridge como Matthew
- Keon Alexander como Dominick
- Raphael Bergeron-Lapointe como Tristan
- Rohan Mead como Jason Munther
- Geoffrey Pounsett como Deputado Gabriel
- Paula Boudreau como Enfermeira Mary
- Michael Reventar como Luis Castillo
- Rachel Wilson como Iris
- Alex Paxton-Beesley como Sabine
- Steve Fifield como Eddie Max
- Catherine Burdon como Dr. Eileen Paige
- Christina Collins como Gale
- Jamal Brown como Quinn
- Julia Knope como Brenda Gasser
- Sam Kantor como Damian
- Kristian Bruun como Sheldon Gibson
- Sandra Flores como Sra. Gerhard
- Duane Murray como Sam
- Lauren Collins como Meghan Linderman
- Amadeus Serafini como Josh
- Billy Otis como Gil
- Kevin Hanchard como Dr. Jack Weakley
- Carina Battrick como Jovem Henry Coles
- Elisa Moolecherry como Nora Barnes
- Michelle Nolden como Wendy Jacobson

### Convidado
- Alexandra Anisman como Karina Miles
- Mark Wiebe como Treinador Winsome
- Brett Heard como Sr. Lewis
- Alia Desantis como Vanessa
- David Alpay como Daniel
- Raven Dauda
- Suzanne McKenney como Betty Myers
- Ben Hayward como Jake
- Wayne Ward como Oficial Grant Walker
- Leah Doz as Enfermeira Olivia Conden
- Paul Rutledge como Dr. Solomon Ehrlich
- Lois Smith como Deidre Jones
- Howard Hoover como Pastor Robert Jacobson
- David W. Keeley como Martin Wallace
- Allison Hossack como Erica Wallace
- Rachelle Casseus como Ellie
- Ruchi Wigwe como Ortez Mackey
- Clara Pasieka como Darcy
- Michael Brown como Treinador adjunto Nelson
- Will Chase como Simon
- Peter Valdron como Steve
- Steven Michael Burley como Phil
- Danny Pudi como Beanie
- Zack Pearlman como Glasses
- Evan Spergel como Agente Pierce

## Episódios
| Temporada | Temporada | Episódios | Episódios | Originalmente lançado |                       |
| --------- | --------- | --------- | --------- | --------------------- | --------------------- |
|           | 1         | 10        | 10        | 6 de junho de 2018    | 6 de junho de 2018    |
|           | 2         | 10        | 10        | 16 de outubro de 2019 | 16 de outubro de 2019 |

### 1.ª Temporada (2018)
| N.º | Título                       | Dirigido por    | Escrito por                                     | Lançamento         |
| --- | ---------------------------- | --------------- | ----------------------------------------------- | ------------------ |
| 1   | "Pilot"                      | Doug Liman      | Jeffrey Lieber & Jason Horwitch & Gary Spinelli | 6 de junho de 2018 |
| 2   | "State of Mind"              | Alex Kalymnios  | Lauren LeFranc                                  | 6 de junho de 2018 |
| 3   | "Treading Water"             | Ed Fraiman      | Debra Fordham                                   | 6 de junho de 2018 |
| 4   | "Vita/Mors"                  | Mark Tonderai   | John McCutcheon                                 | 6 de junho de 2018 |
| 5   | "The Eagle and the Bee"      | Helen Shaver    | Matt Pitts                                      | 6 de junho de 2018 |
| 6   | "In Memoriam"                | Valerie Weiss   | Michael Bhim & Clare McQuillan                  | 6 de junho de 2018 |
| 7   | "He Said, She Said"          | Maggie Kiley    | Torrey Speer                                    | 6 de junho de 2018 |
| 8   | "Awakening"                  | Rebecca Johnson | Lauren LeFranc & Debra Fordham                  | 6 de junho de 2018 |
| 9   | "They Know Not What They Do" | Cherien Dabis   | Lauren LeFranc & Matt Pitts                     | 6 de junho de 2018 |
| 10  | "New Beginnings"             | Mairzee Almas   | Lauren LeFranc                                  | 6 de junho de 2018 |

### 2.ª Temporada (2019)
| N.º na série | N.º na temp. | Título                   | Dirigido por     | Escrito por                       | Lançamento            |
| ------------ | ------------ | ------------------------ | ---------------- | --------------------------------- | --------------------- |
| 11           | 1            | "Mind on Fire"           | Doug Liman       | Lauren LeFranc                    | 16 de outubro de 2019 |
| 12           | 2            | "Fight or Flight"        | Mairzee Almas    | John McCutcheon                   | 16 de outubro de 2019 |
| 13           | 3            | "For Those Lost"         | Alex Kalymnios   | Nikole Beckwith                   | 16 de outubro de 2019 |
| 14           | 4            | "The Moroi"              | Jill Robertson   | Vladimir Cvetko                   | 16 de outubro de 2019 |
| 15           | 5            | "Crossing the Threshold" | Sydney Freeland  | Candice Philpot                   | 16 de outubro de 2019 |
| 16           | 6            | "Seven of Hearts"        | Julian Holmes    | Jamie King                        | 16 de outubro de 2019 |
| 17           | 7            | "The End of the World"   | Alexis Ostrander | Lara Shapiro                      | 16 de outubro de 2019 |
| 18           | 8            | "The Tether"             | Mairzee Almas    | John McCutcheon & Nikole Beckwith | 16 de outubro de 2019 |
| 19           | 9            | "A Moment of Clarity"    | Mark Tonderai    | Vladimir Cvetko & Alex Eldridge   | 16 de outubro de 2019 |
| 20           | 10           | "Making Amends"          | Maggie Kiley     | Lauren LeFranc                    | 16 de outubro de 2019 |

## Produção
Em 15 de dezembro de 2016, foi anunciado que o YouTube Red havia encomendado um piloto de televisão intitulado Impulse, a partir de um roteiro de Jeffrey Lieber, com revisões de Gary Spinelli, baseado no romance de Steven Gould. Ela seria produzida pelas produtoras Hypnotic e Universal Cable Productions, com Doug Liman, David Bartis e Gene Klein, da Hypnotic, como produtores executivos. Liman também era esperado para dirigir o piloto.
Em 27 de junho de 2017, foi anunciado que o YouTube Red havia dado uma ordem de produção para uma temporada da série, com uma estreia prevista para 2018.
Em 13 de janeiro de 2018, foi anunciado na turnê anual de imprensa da Television Critics Association, que a produtora e escritora, Lauren LeFranc, havia se juntado à série, na posição de executiva e produtora executiva. Em 10 de maio de 2018, o YouTube Red anunciou, juntamente com o lançamento do primeiro trailer oficial, que a série seria estreada em 6 de junho de 2018.

### Escolha de elenco
Simultaneamente com o anúncio da encomenda do piloto, foi confirmado que Maddie Hasson, Sarah Desjardins, Missi Pyle, Enuka Okuma, e Craig Arnold tinham sido escalados como regulares da série. Além disso, foi relatado que David James Elliott apareceria na série em um papel recorrente.

### Filmagens
A produção para o piloto começou em Toronto, Canadá, em 16 de dezembro de 2016. As filmagens continuaram na Comunidade de Cayuga no Condado de Haldimand, Ontário em locais como Cayuga Secondary School, Cayuga Administration Building, Haldimand Motors, Toronto Motorsports Park, uma fazenda de residentes, assim como muitas outras instalações. Em 13 de janeiro de 2017, a produção filmou uma cena de acidente na Kohler Road, em Cayuga.
Em 13 de outubro de 2017, as filmagens de uma parte do restante da série ocorreram na comunidade de Carlisle de Hamilton, Ontário.

## Lançamento

### Marketing
Em 22 de março de 2018, o YouTube Red lançou o primeiro trailer para a série. Em 24 de março de 2018, a série recebeu um painel na convenção anual de fãs na WonderCon em Anaheim, Califórnia. Foi moderado por Laura Prudom e contou com a participação dos produtores executivos Liman e Gene Klein, da executiva Lauren LeFranc e dos atores Maddie Hasson, Missi Pyle e Daniel Maslany. Em 10 de maio de 2018, o primeiro trailer oficial foi lançado. Em 30 de maio de 2018, o YouTube Red disponibilizou o primeiro episódio para os proprietários de um Google Assistente. De 5 a 7 de junho de 2018, o YouTube Red empregou o marketing viral com a ajuda dos criadores populares do YouTube, Kendall Rae, Karina Garcia, Cam’s Creations, Nichole Jacklyne, Ayydubs e JacksFilms. Durante o período daqueles dias, os criadores de conteúdo incorporaram filmagens do personagem de Keon Alexander, Dominick, da série se teleportando para dentro e para fora de seus vídeos.

### Pré-estreia
Em 7 de junho de 2018, a série estreou oficialmente no The Roxy Cinema, em Nova York. A estreia incluiu uma triagem seguida de uma sessão de perguntas e respostas com o produtor executivo Doug Liman e a atriz Maddie Hasson.

## Recepção
A série recebeu uma resposta positiva dos críticos em sua estreia. No site agregador de resenhas Rotten Tomatoes, a série possui um índice de aprovação de 100% com uma classificação média de 6,67 de 10 com base em 9 avaliações.